# 浜松電気鉄道中ノ町線
中ノ町線（なかのまちせん）は、かつて浜松市内の浜松駅（現在の遠州浜松信号場）から馬込を経由して、中ノ町を結んでいた浜松電気鉄道（遠州電気鉄道〈現遠州鉄道〉の子会社）の軌道路線である。
蒸機列車が東海道の松並木の中を黒煙を上げて走り、火の粉が飛散するとして沿線住民から廃線運動が起きることなどがあった。その後ガソリンカーが導入されたが最終的には乗合自動車（バス）の進出に負け、1937年（昭和12年）2月18日で全線廃止された。バス路線より中ノ町線の方が運賃が安かったが、バスの方が速度があり所要時間が短かったため、利用者がバスに流れた。

## 路線データ
1916年4月頃
- 路線距離（営業キロ）：7.2km
- 軌間：762mm
- 複線区間：なし（全線単線）
- 電化区間：なし（全線非電化）

## 年表
- 1909年（明治42年）3月3日 大日本軌道中ノ町線として馬込 - 中野町（のちの萱場）間5.2kmが開業[1][2]。
- 1909年（明治42年）12月6日 馬込川に木橋を建設して、南新町 - 馬込間0.5kmが開業[1][3]。
- 1910年（明治43年）3月18日 中野町を萱場に改称、浜松（板屋町） - 南新町間0.5kmと萱場 - 中野町0.5kmが開業し全通[1]。
- 1910年（明治43年）5月 貨物営業を始める。
- 1916年（大正5年）3月27日 中野町 - （貨）国吉間0.5kmが開業[1]。
- 1919年（大正8年）10月12日 遠州軌道に譲渡[1][4]。
- 1921年（大正10年）8月17日 遠州軌道が遠州電気鉄道に社名変更[1][5]。
- 1923年4月1日 板屋町を遠州浜松に、馬込を遠州馬込に改称[1]。
- 1925年（大正14年）4月8日 浜松軌道に譲渡[1][6]。
  - 7月27日 中野町 - 国吉間0.5kmを廃止[1][7][8]。
- 1927年（昭和2年）1月17日 浜松軌道が浜松電気鉄道に社名変更[1]。

  - 12月2日 遠州浜松 - 遠州馬込間0.9kmを廃止許可[1][9]。
- 1929年（昭和4年）12月 軌道自動車（ガソリンカー）を導入。
- 1937年（昭和12年）2月18日 遠州馬込 - 中ノ町間5.8kmを全線廃線[1][10]。

## 輸送実績
| 年度       | 1931年  | 1932年  | 1933年  | 1934年  | 1935年  | 1936年  |
| ---------- | ------- | ------- | ------- | ------- | ------- | ------- |
| 旅客（人） | 608,849 | 573,280 | 630,165 | 639,469 | 638,523 | 496,772 |

- 鉄道統計資料各年度版

## 駅一覧
今尾 (2008) による
- 浜松駅（板屋町） - 新町駅 - 南新町駅 - 遠州馬込駅 - 馬込橋駅 - 木戸駅 - 賛天堂前駅 - 天神町駅 - 天神町東駅 - 植松駅 - 放送局前駅 - 永田駅 - 橋羽駅 - 薬師駅 - 安間橋駅 - 安間駅 - 萱場駅 - 中ノ町駅 - 国吉駅（貨）
  - 浜松駅は現在の浜松市中央区中央町にあった。
  - 国吉駅は貨物駅

## 接続路線
事業社名等は全線廃止時点
- 浜松駅：東海道本線
- 遠州馬込駅：遠州電気鉄道